# آرشي لويس
آرشي لويس (بالإنجليزية: Archie Lewis)‏ هو مغني جامايكي، ولد في 10 أبريل 1918، وتوفي في 29 فبراير 1988.

## وصلات خارجية
- آرشي لويس على موقع ميوزك برينز (الإنجليزية)
- آرشي لويس على موقع ديسكوغز (الإنجليزية)